# Каммингс-Джон, Констанс
Констанс Каммингс-Джон (англ. Constance Cummings-John), урождённая Констанс Агата Хортон (Constance Agatha Horton; 1918 — 21 февраля 2000) — педагог, общественная и политическая деятельница Сьерра-Леоне. Она была первой женщиной в Африке, вошедшей в муниципальный совет, а в 1966 году стала первой женщиной на посту мэра столицы страны, Фритауна. На склоне лет жила в Лондоне.

## Биография

### Ранние годы и учёба; Лондон и Нью-Йорк
Родилась во влиятельной креольской семье, происходившей из американских чернокожих мигрантов обратно в Западную Африку в XVIII веке, которая к XX веку дала интеллектуалов, бизнесменов и представителей различных профессий. Её отец, Джон Уильям Хортон (1861—1916), был городским казначеем Фритауна, а её мать, Регина Хортон, урожденная Авунор-Уилсон — концертирующей пианисткой.
Сама Констанс в 17-летнем возрасте в 1935 году поехала в Лондон, чтобы получить образование школьной учительницы. Там она вступила в Союз западноафриканских студентов и Лигу цветных народов. Получив педагогический диплом, она продолжила обучение в США, в Корнелльском университете.
Вернувшись в Лондон, она присоединилась к Международному африканскому сервисному бюро под руководством Джорджа Падмора и вышла замуж за радикального юриста Итнана Каммингса-Джона. В 1937 году она вернулась во Фритаун в качестве директора Африканской методистской епископальной школы для девочек, но её политическая деятельность вызвала претензии британских колониальных властей. Во время Второй мировой войны она основала горнодобывающую компанию, которая позже стала важным источником средств для её образовательных проектов.
С 1946 по 1951 год она жила в Нью-Йорке, где её брат Асадата Дафора Хортон был успешным музыкантом и танцором. Живя в США, она работала в больницах и входила в состав руководителей Американского совета по африканскому образованию и Совета по делам Африки, возглавляемого Полем Робсоном.

### Возвращение во Фритаун
По возвращении во Фритаун в 1951 году Каммингс вступила в Народную партию Сьерра-Леоне. В том же году она участвовала в создании Женского движения Сьерра-Леоне. Она также основала новое образовательное учреждение для девочек — школу Элеоноры Рузвельт, в которой к 1953 году обучалось более 600 учениц. Её деятельность также привела к формированию в Сьерра-Леоне профсоюзов розничных торговок и прачек.
В 1952 году губернатор Сьерра-Леоне сэр Джордж Бересфорд-Стук назначил её членом Совета Фритауна. На всеобщих выборах 1957 года она была одной из двух женщин, избранных в новую Палату представителей (хотя женщины еще не имели избирательного права). Оппозиция добилась отставки обеих женщин-депутатов, но уже в следующем году Каммингс-Джон была избрана в муниципальный совет Фритауна.
В 1961 году, с обретением Сьерра-Леоне независимости, муж Каммингс-Джон стал послом новой страны в Либерии. В 1966 году премьер-министр Альберт Маргаи назначил её мэром Фритауна вместо Сиаки Стивенса, но она занимала эту должность всего несколько месяцев. Её партия проиграла всеобщие выборы 1966 года, а затем произошел успешный военный переворот против нового правительства. Саму Каммингс-Джон обвинили в финансовой коррупции, пока она находилась за пределами страны, и ей посоветовали не возвращаться домой.

### Политическая деятельность в Лондоне
Она снова поселилась в Лондоне, где стала активисткой Лейбористской партии и Кампании за ядерное разоружение, а также директором школы.
Каммингс-Джон была членом различных политических организаций не только в Сьерра-Леоне, но и в Великобритании и США. Она с И. Т. А. Уоллесом-Джонсоном были единственными криолами, которые на уровне метрополии боролись за участие коренных «опекаемых народов» в Западной Африке в политических процессах.
Несмотря на безуспешные попытки вернуться в Сьерра-Леоне в 1974 и 1996 годах, Каммингс-Джон прожила остаток своей жизни в Лондоне. В 1995 году она опубликовала свою автобиографию «Мемуары лидера крио» (Memoirs Of A Krio Leader). Она умерла 21 февраля 2000 года в возрасте 82 лет.